# 브뤼셀 대 모스크

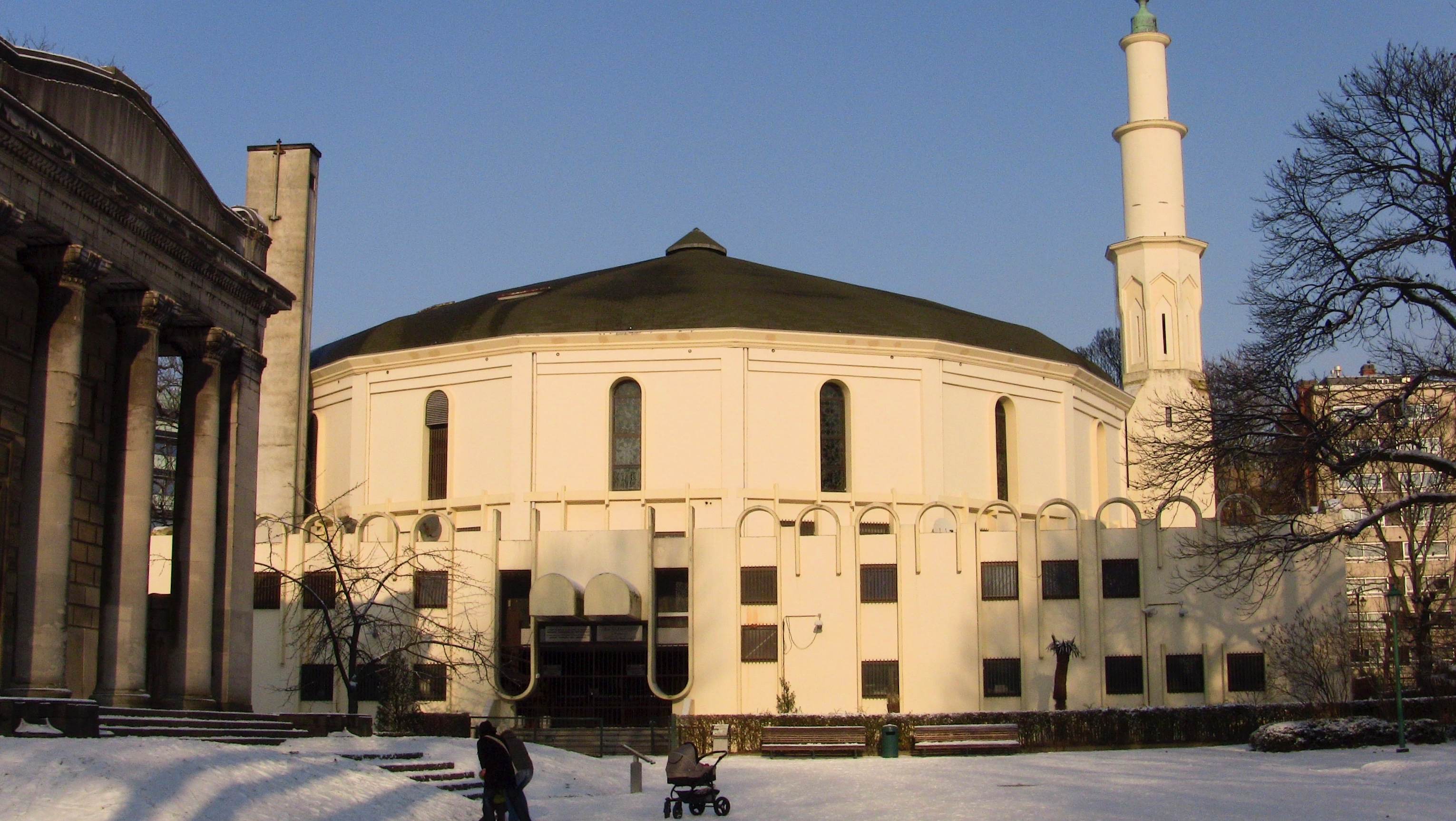
브뤼셀 대 모스크

브뤼셀 대 모스크(프랑스어: Grande mosquée de Bruxelles, 네덜란드어: Grote Moskee van Brussel)는 벨기에 브뤼셀 생캉트네르 공원에 있는 모스크다.
원래 1897년에 전시 명소로 지어졌지만, 1978년에 사우디아라비아에 의해 무슬림 예배 장소로 바뀌었고, 사우디아라비아가 40년간 관리했다. 2019년 4월부터 2023년 6월까지 모로코 행정부와 가까운 벨기에 무슬림 행정부가 운영했다.
벨기에 이슬람 공동체 내에서 주요 종교 기관으로서의 대 모스크의 역할과 사우디아라비아와 벨기에 군주국 간의 외교적 가교로서의 의도된 역할은 재건 이래로 논쟁의 대상이 되어 왔다. 이 모스크는 무슬림 외교관들에게 인기가 많으며 이슬람으로 개종하려는 벨기에인들에게 인기 있는 장소다.